# Podgorje (gmina Slovenj Gradec)
Podgorje – wieś w Słowenii, w gminie miejskiej Slovenj Gradec. W 2018 roku liczyła 974 mieszkańców. 